# Decalobanthus borneensis
Espèce
Decalobanthus borneensis est une espèce de plantes de la famille des Convolvulaceae.

## Synonyme
Cette espèce a pour synonyme homotypique :
- Merremia borneensis Merr., Univ. Calif. Publ. Bot. 15: 260 (1929).

qui est le basionyme.